# Rauchwart
Rauchwart (en húngaro: Rábort) es una ciudad localizada en el Distrito de Güssing, estado de Burgenland, Austria.
- Datos: Q205166
- Multimedia: Rauchwart / Q205166

1. ↑  Worldpostalcodes.org, código postal n.º 7535.